# Falunská červeň

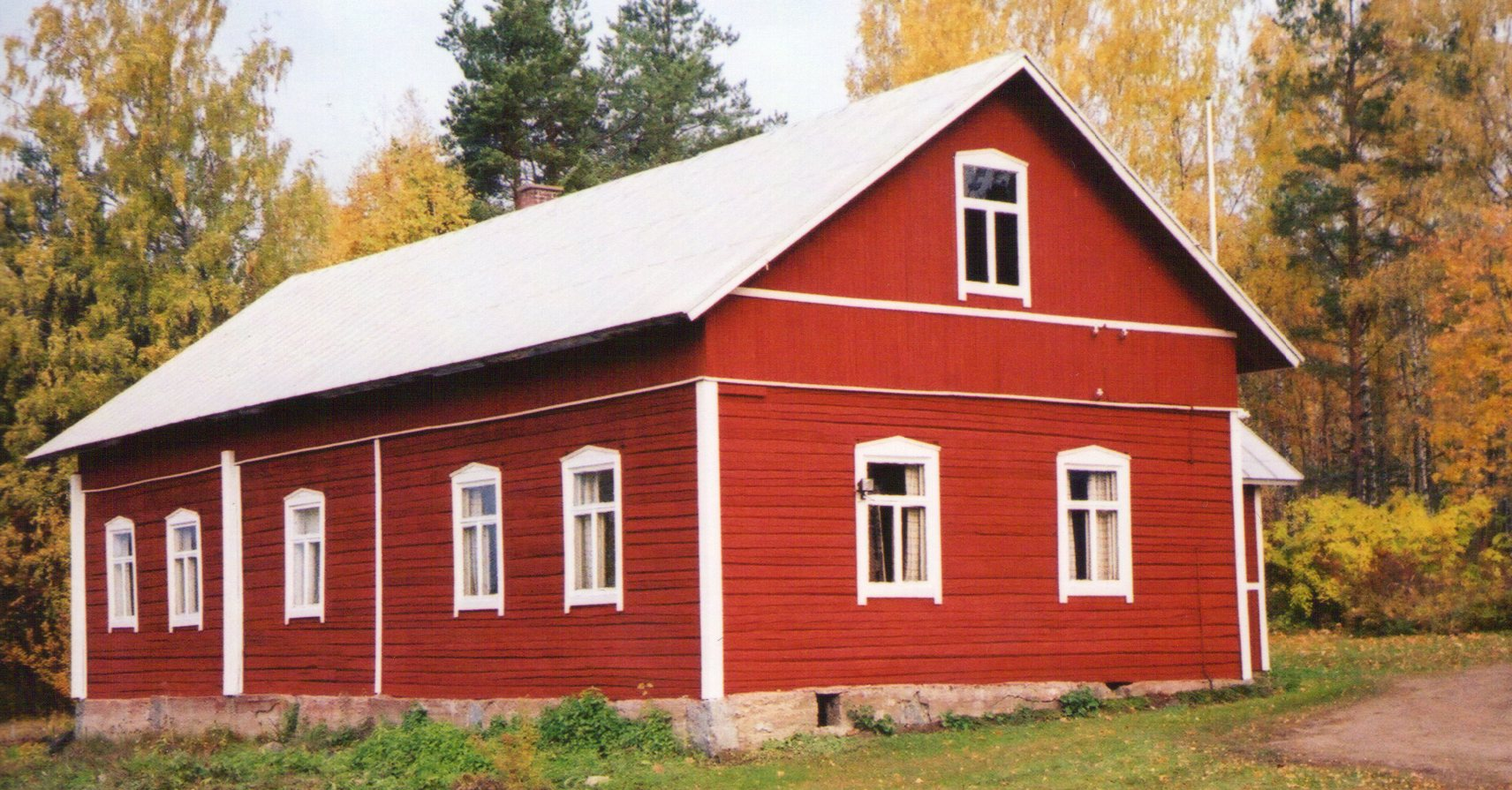
Tradiční finský roubený dům natřený falunskou červení (Äänekoski, Střední Finsko)

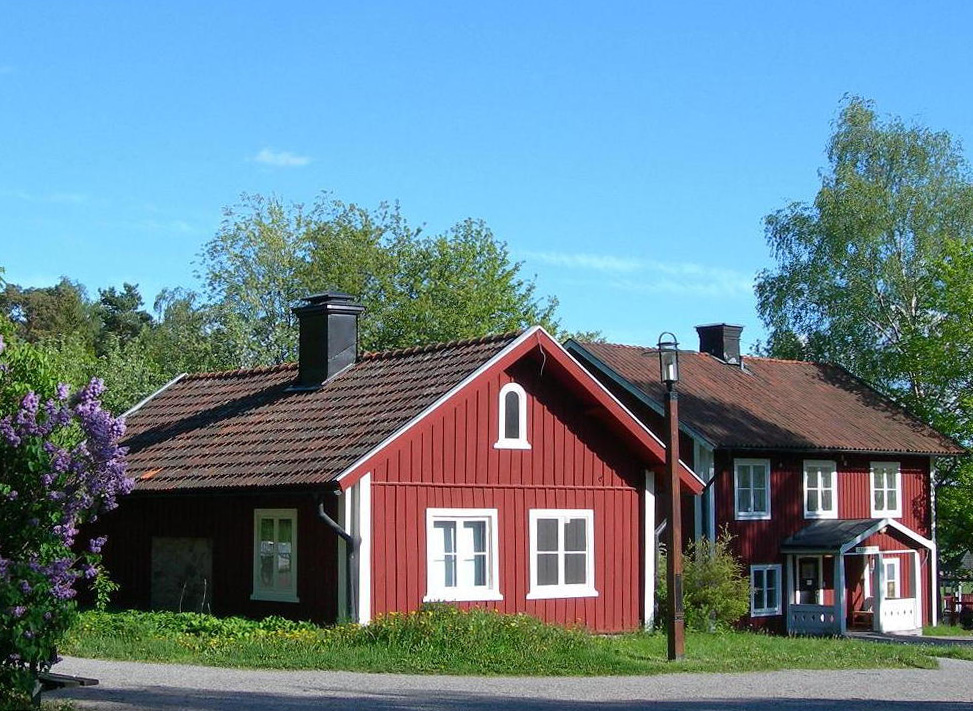
Tradiční švédský venkovský dům natřený falunskou červení

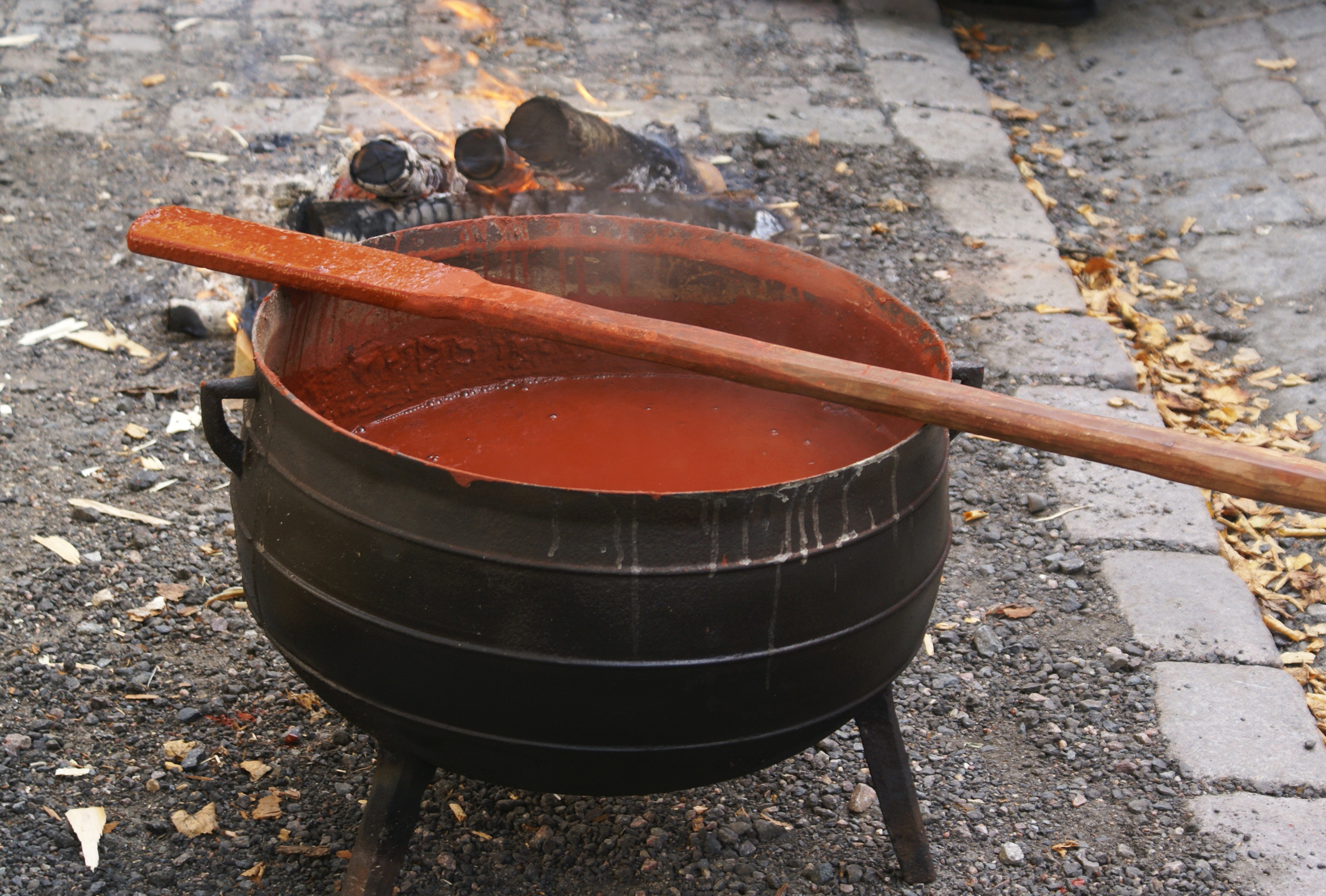
Příprava falunské červeně

Falunská červeň (finskou švédštinou Falu rödfärg, doslova „červený mul“ – jedna ze čtyř složek humusu) je barva, která se ve Švédsku a Finsku běžně používá na fasády domů. Svůj název, který je registrovanou ochrannou známkou, dostala podle červeného pigmentu z Falunských měděných dolů (jihozápadně od města Falun), který dává barvě její odstín. Díky složení pigmentu konzervuje falunská červeň dřevo, což je při severském počasí potřebné.

## Historie
Nejstarší stopy po falunské červeni pochází z 16. století. Během 17. století byly červeně zbarvené dřevěné domy symbolem bohatství a předlohou jim byly cihlové stavby v kontinentální Evropě. Teprve až v 19. století začala být červená barva obvyklejší i ve venkovských oblastech. Předtím byly domy zpravidla bez nátěru. Červená barva byla zároveň také nejlevnější, která byla k dostání. Bohatší sedláci malovali své domy dražší žlutou barvou, která byla běžnější pro panské domy a statky. Naopak veškerá zemědělská stavení byla malována červeně, a to téměř bez výjimky. Kromě toho, že byla červená barva levná a dodávala domům estetický vzhled, obsahovala také mnoho různých druhů minerálů, které konzervovaly dřevo. Díky tomu se pravděpodobně červeň stala tak populární.

## Pigment
Pigmentové zbarvení falunské červeně je dáno mineralizací, která probíhá ve Falunských měděných dolech. Ruda, obsahující málo mědi, během dlouhého času zvětrává a vytváří tzv. červený mul. Ta kromě mědi obsahuje i limonit (hnědel), oxid křemičitý a zinek – a kombinace těchto prvků impregnuje dřevo. Hnědel má původně žlutou barvu, ale po zahřátí zčervená. Dále po umytí a prosetí se humus vypálí a mele, a tak vznikne požadovaný pigment.

## Výroba
Barva se vytváří vařením vody, pšeničné/žitné mouky, lněného oleje s červeným barvivem z Falunských měděných dolů; barva se vyrábí ručně pouze na jednom místě ve Švédsku ve společnosti Stora Kopparbergs Bergslags AB.
Falunská červeň se exportuje. Očekává se, že červené barvivo dojde v roce 2090.[zdroj?]